# ناتالي كول
ناتالي ماريا كول (بالإنجليزية: Natalie Cole)‏ مغنية متمرسة في أصناف موسيقى الجاز والصاول والريذم أند بلوز، موسيقية وممثلة ولدت في 6 فبراير 1950 بلوس أنجلس بولاية كاليفورنيا وتوفيت بنفس الولاية بتاريخ 31 ديسمبر 2015، أصدرت عام 1991 الأغنية التي جعلت منها النجمة التي عرفها العالم، أنفورغيتبل وتمثلت الأغنية في ثنائي افتراضي بينها من جهة وبين صوت والدها المتوفي 26 سنة قبل ذلك التاريخ، المغني نات كينغ كول من جهة أخرى.

## السيرة الذاتية
ولدت ناتالي كول ب سيدرز أوف ليبانون هوسبيتال بولاية لوس أنجلس. والدها هو نات كينغ كول مغني موسيقى الصاول والجاز الشهير أما والدتها فهي ماريا هاوكينس إيلينغتون، المغنية الشهيرة في فرقة ديوك إيلنغتون. ترعرعت في الحي الراقي هانكوك بارك بلوس أنجلس فتراها لحظة حديثها عن طفولتها تطلق على عائلتها كنية «آل كينيدي السود»، إحتكت خلال طفولتها بعدد لا يستهان به من الأسماء الثقيلة لموسيقى الجاز، الصاول والبلوز مما جعل أول أداء جاد لها يحصل بسن فتي جدا وذلك على تسجيل خاص بعيد الميلاد لوالدها وهي لم تتعدى سن السادسة من عمرها أما بدايتها الحقيقية على الخشبة فكان في سن الحادية عشر.
قضت ناتالي طفولتها رفقة أختها الكبرى بالتبني كارول (1944-2009) وأخيها الأصغر بالتبني أيضا نات «كيلي» كول (1959-1995)، وشقيقتاها التوأمان تيمولين وكايسي المولودتان في 1961.

إنخرطت ناتالي عام 1965 في مدرسة نورتفيلد وهي مدرسة تحضيرية للنخب بنيو إنغلاند قبل وفاة والدها من سرطان الرئة بقليل، وهي الفترة التي بدأت خلالها علاقاتها مع والدتها بالتدهور، سجلت بعد ذلك في جامعة ماساشوسيت تخللتها فترة قصيرة بجامعة جنوب كاليفورنيا. تخرجت ناتالي بشهادة في علم النفس الخاصة بالطفل عام 1972 

## المسيرة الفنية
بعد تخرجها بدأت ناتالي التي شبت على أنغام عرابة الصاول أريتا فرانكلين وعلى إيقاع الروك بسيكيدلك للمغنية جانس جوبلن، بدأت مسيرة فنية بملاهي ضاحيتها رفقة فرقتها بلاك ماجيك مستعينة بشهرة والدها وإسمه الرنان إلا أن تلك الملاهي سرعان ما خاب أملها في توظيفها بعد أن تأكدت من انحرافها عن الطابع الذي أداه والدها وتحولها نحو أطباع وإيقاعات أخرى كالروك والريذم أند بلوز وفي نفس تلك العروض لفتت ناتالي أنظار المنتجين الموسيقيين من منطقة شيكاغو تشوك جاكسون ومارفين يانسي، وبعد عدة حصص تسجيلية نتيجة هذه الشراكة شرع جاكسون ويانسي في طرق أبواب ديار التسجيل الكبرى التي أبدت جميعها رفضا في ضمها إليها بإستثناء كابيتول ركردز دار التسجيل التي سجلت لوالدها والتي أنصتت بإمعان لتسجيلاتها ووافقت على إمضاء عقد يجمعهما.
تواصلت الشراكة كول يانسي. جاكسون بأستديوهات كابيتول وتمخض عنها عدة تعديلات جديدة تحسبا لإصدار التسجيل الذي حمل عنوان أنسيبارابل ومال كثيرا لطابع مغنية الريذم أند بلوز أريتا فرانكلين، حاز التسجيل منذ صدوره على رواج واسع وإرتقت فورا أغنية إيت ويل بي للصف العاشر في ترتيب أحسن المبييعات فاتحة للفنانة الحق لنيل مكافأة الغراميز في تصنيف أحسن صوتي نسائي للسنة، نالت أغنية أنسيبارابل أيضا نصيبها من النجاح متربعة هي الأخرى على عرش ترتيب أحسن أغاني الريذم أنذ بلوز للسنة فاتحة هي الأخرى الحق للفنانة لتنال جائزة غراميز أخرى هذه المرة في تصنيف أحسن فنان صاعد للسنة وإستحقت بالتالي بقوة كنية أريتا فرانكلين الجديدة مما شكل ذلك بداية لمنافسة شديدة بين الفنانتان.

### تراجع طفيف ثم العودة للقمة
بعد صدور تسجيلها الثامن في الثمانينات دونت لو باك ، تعطلت مسيرة ناتالي كول لدرجة أن عجز التسجيل عن تخطي عتبة ال 500 ألف نسخة بالرغم من أن المقطوعة «سوموان ذات أي يوز تو لوف» نالت حصتها من النجاح كما تواصلت متاعب المغنية مع المخدرات عام 1981 التي كانت قد تسببت لها سابقا في الطلاق والانفصال من زوجها وذاع صيت ذلك في أوساط العامة مما تسبب لها في ضرر بليغ مس سمعتها وإنعكس على مبيعاتها مما دفعها بعد صدور تسجيلها عند دار التسجيل أبيك عام 1983 للشروع في متابعة حصص منتظمة مدة 6 أشهر للتخلص من التبعية للمخدرات.
وشرعت فور إنهائها لذلك في إعطاء نفس جديد لمسيرتها بالإمضاء لدار التسجيل مودرن لتصدر تسجيل دانجوروس الذي سنح لها بالرجوع تدريجيا للواجهة ورفع مبيعاتها المتهاوية سابقا، في 1987 أمضت مع دار التسجيل أيمي مانهاتان لتصدر ألبوم الرجوع للقمة «إيفرلاستين» الذي عرف النجاح بمقطوعات ك جامب ستارت و أي ليف يور لايف وإعادتها لأغنية بروس سبيرنغتين بينك كاديلاك، هذا النجاح الغير منتظر سمح لناتالي بالحصول على أسطوانة بلاتين والتحضير للتسجيل الجديد في 1989 غود تو بي باك الذي روجت له المقطوعة ميس يو لايك كراز التي إرتقى للمرتبة الثانية وحازت على شهرة عالمية خاصة بالمملكة المتحدة أين دخلت لترتيب أحسن عشر مبيعات.
ويبقى تسجيلها الذي حظى على أعلى نسبة من المبيعات وعرف التزكية الجماهيرية بالإجماع هو تجسيل أنفورغيتابل... ويذ لوف الذي سجلته دار التسجيل إيليكترا والذي أدت خلاله باقة من أغاني سجلها والدها الراحل 20 سنة قبل ذلك بالرغم من أنها كانت قبل ذلك مصرة على عدم إعادتها في شتى عروضها الحية وحفلاتها، تكفلت ناتالي بالتعديلات الصوتية ورافقها على آلة البيانو عمها أيك كول ، أدت في أشهر أغاني التسجيل أنفورغاتبل ثنائيا إفراضيا مع صوت والدها الراحل، وصلت الأغنية للمرتبة الرابعة عشر في ترتيب البيلبورد هوت 100 أما التسجيل فقد بيعت منه أكثر من 07 ملايين نسخة بالولايات المتحدة وحدها حائزا بالتالي على عدة جوائز غرامي منها أحسن تسجيل للسنة وأحسن أداء صوتي لأغنية شعبية تقليدية.

## الوفاة
توفيت ناتالي كول يوم 31 ديسمبر 2015 نتيجة نوبة قلبية كانت من مضاعفات عملية زرع للكلية بالمركز الطبي سيدر سيناي بلوس أنجلوس.

## روابط خارجية
- الموقع الرسمي
- ناتالي كول على موقع IMDb (الإنجليزية)
- ناتالي كول على موقع الموسوعة البريطانية (الإنجليزية)
- ناتالي كول على موقع ألو سيني (الفرنسية)
- ناتالي كول على موقع ميوزك برينز (الإنجليزية)
- ناتالي كول على موقع أول موفي (الإنجليزية)
- ناتالي كول على موقع قاعدة بيانات برودواي على الإنترنت (الإنجليزية)
- ناتالي كول على موقع قاعدة بيانات برودواي على الإنترنت (الإنجليزية)
- ناتالي كول على موقع قاعدة بيانات الأفلام السويدية (السويدية)
- ناتالي كول على موقع إن إن دي بي (الإنجليزية)
- ناتالي كول على موقع أول ميوزيك (الإنجليزية)